# Vincent Hösch
Vincent Hösch (Múnich, 16 de febrero de 1957) es un deportista alemán que compitió para la RFA en vela en la clase Star.
Ganó dos medallas en el Campeonato Mundial de Star, oro en 1981 y plata en 1982, y cinco medallas en el Campeonato Europeo de Star entre los años 1980 y 2000.

## Palmarés internacional
| \| Representando a la RFA \| \| \| \| \| Campeonato Mundial \| \| \| \| \| Año \| Lugar \| Medalla \| Clase \| \| 1981 \| Marblehead (Estados Unidos) \| Medalla de oro \| Star \| \| 1982 \| Medemblik (Países Bajos) \| Medalla de plata \| Star \| \| Campeonato Europeo \| \| \| \| \| Año \| Lugar \| Medalla \| Clase \| \| 1980 \| La Rochelle (Francia) \| Medalla de oro \| Star \| \| 1981 \| Balatonfüred (Hungría) \| Medalla de oro \| Star \| \| 1982 \| Århus (Dinamarca) \| Medalla de plata \| Star \| \| 1983 \| Kiel (RFA) \| Medalla de oro \| Star \| \| Representando a Alemania \| \| \| \| \| Campeonato Europeo \| \| \| \| \| Año \| Lugar \| Medalla \| Clase \| \| 2000 \| Balatonföldvár (Hungría) \| Medalla de oro \| Star \| |                             |                  |       |
| Representando a la RFA |                             |                  |       |
| Campeonato Mundial |                             |                  |       |
| Año | Lugar                       | Medalla          | Clase |
| 1981 | Marblehead (Estados Unidos) | Medalla de oro   | Star  |
| 1982 | Medemblik (Países Bajos)    | Medalla de plata | Star  |
| Campeonato Europeo |                             |                  |       |
| Año | Lugar                       | Medalla          | Clase |
| 1980 | La Rochelle (Francia)       | Medalla de oro   | Star  |
| 1981 | Balatonfüred (Hungría)      | Medalla de oro   | Star  |
| 1982 | Århus (Dinamarca)           | Medalla de plata | Star  |
| 1983 | Kiel (RFA)                  | Medalla de oro   | Star  |
| Representando a Alemania |                             |                  |       |
| Campeonato Europeo |                             |                  |       |
| Año | Lugar                       | Medalla          | Clase |
| 2000 | Balatonföldvár (Hungría)    | Medalla de oro   | Star  |